# Port Botany (Nouvelle-Galles du Sud)
Port Botany est une ville-banlieue australienne de l'agglomération de Sydney, située dans la zone d'administration locale de Randwick en Nouvelle-Galles du Sud. 

## Géographie
Port Botany est situé sur la rive nord de Botany Bay, à 12 kilomètres au sud-est du quartier central de Sydney.
Le port a été construit en 1930 et est aujourd'hui un terminal à conteneurs.

## Politique
Port Botany fait partie de la circonscription électorale de Kingsford Smith.

## Sources
- (en) Cet article est partiellement ou en totalité issu de l’article de Wikipédia en anglais intitulé « Port Botany, New South Wales » (voir la liste des auteurs).